# Beeld in drie delen
Beeld in drie delen is een kunstwerk in Amsterdam-Zuid.
Het kunstwerk van kunstenaar Leo de Vries uit 1965. Hij maakte destijds allerlei beelden zonder titel, zoals Compositie en Beeld in tien delen. Het kunstwerk werd geplaatst voor een school aan de Prinses Irenestraat, hetgeen allerlei bijtitels opleverde zoals Leerlingen (site Buitenbeeld in beeld), Staande figuren (site Gemeente Amsterdam) en Groep (Amstelodanum). Het zijn drie geabstraheerde mensfiguren, die bestaan uit gestapelde stenen met afgeronde hoeken. 
In 2012 werd er op de plaats gebouwd aan een vernieuwd Sint-Nicolaaslyceum; het beeld werd ondertussen schoongemaakt. Na gereedkomen van de bouw kwam Beeld in drie delen aan de zijgevel van het schoolgebouw terug.
Twee jaar na gereedkomen van Beeld in drie delen begon De Vries aan Beeld in tien delen voor het drinkwaterbedrijf Beerenplaat/Berenplaat.